# Emilia Konwerska

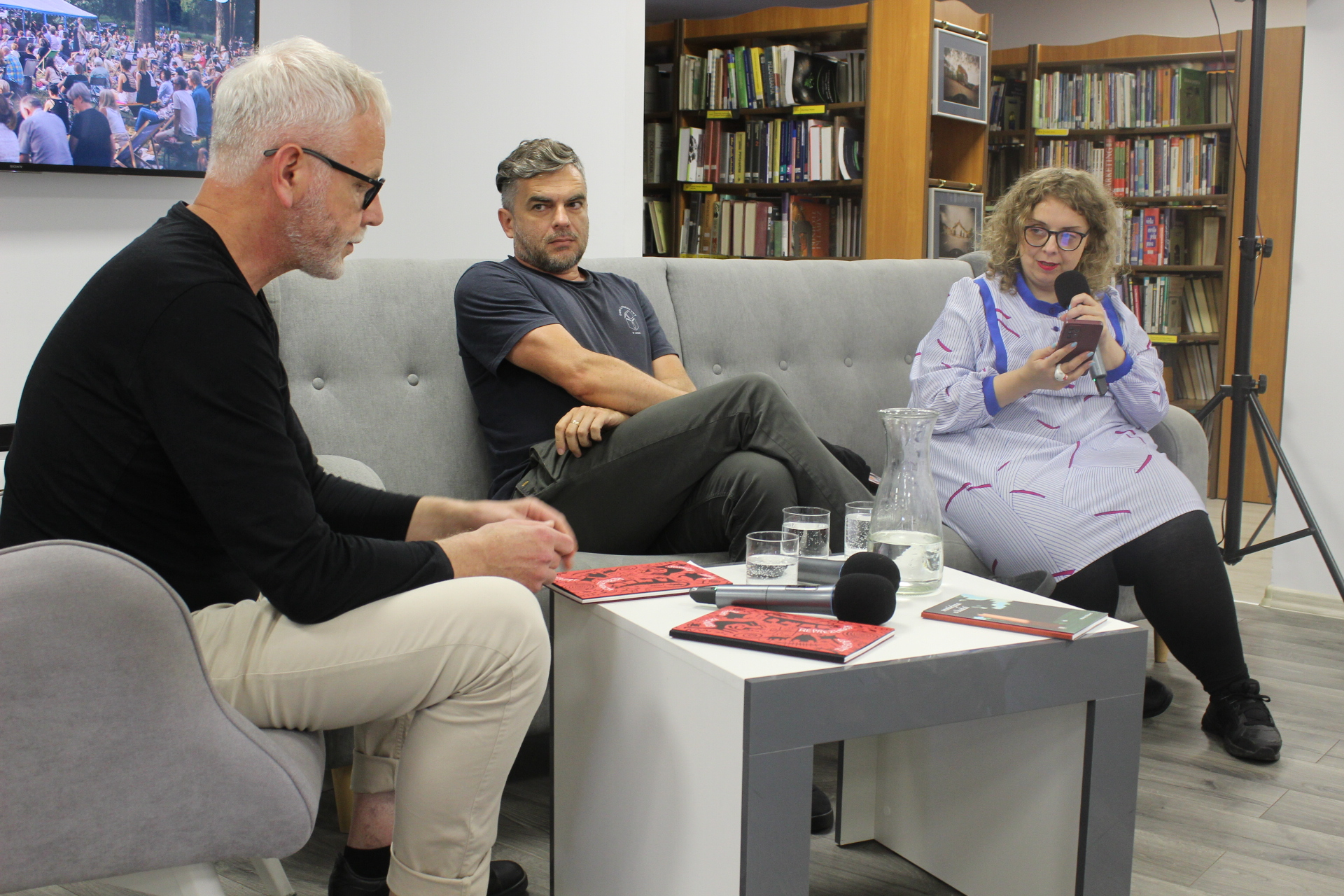
Dariusz Sośnicki, Maciej Robert, Emilia Konwerska

Emilia Wioletta Konwerska (ur. 1985) – polska poetka, literaturoznawczyni, krytyczka literacka i filmowa.
Ukończyła Liceum Ogólnokształcące im. Stanisława Wyspiańskiego w Nidzicy oraz studia na Uniwersytecie Warmińsko-Mazurskim w Olsztynie (studiowała filologię polską oraz filozofię). Została doktorantką w Instytucie Filologii Polskiej tej uczelni. W 2015 uzyskała na Wydziale Humanistycznym tej uczelni stopień doktora nauk humanistycznych w dyscyplinie literaturoznawstwo. W latach 2018–2022 pracowała w olsztyńskiej Galerii Dobro.
Współpracowniczka „Krytyki Politycznej”. W 2015 przystąpiła do nowo powstałej Partii Razem i w wyborach parlamentarnych w tym samym roku otwierała jej listę kandydatów do Sejmu w okręgu olsztyńskim, ugrupowanie nie uzyskało mandatów. Tuż po wyborach odeszła z partii, krytykując jej działalność.
W 2021 opublikowała debiutancki tom poetycki 112 (papierwdole, Ligota Mała – Dunn Èideann), za który otrzymała nominację do Nagrody Literackiej Gdynia 2022 w kategorii poezja oraz wyróżnienie w Ogólnopolskim Konkursie Literackim im. Artura Fryza 2022 na najlepszy poetycki debiut książkowy roku. W 2023 opublikowała drugi tom poetycki Ostatni i pierwszy kajman (Wydawnictwo J), za który otrzymała nominację do  Nagrody Literackiej Gdynia 2024 w kategorii poezja.
Mieszka we Wrocławiu.